# ルイーセ・ア・ダンマーク (1726-1756)
ルイーセ・ア・ダンマーク（Louise af Danmark, 1726年10月19日 - 1756年8月8日）は、デンマーク＝ノルウェー王クリスチャン6世とその妃でブランデンブルク＝バイロイト＝クルムバッハ辺境伯クリスティアン・ハインリヒの娘であるゾフィー・マグダレーネの間の次女。ザクセン＝ヒルトブルクハウゼン公エルンスト・フリードリヒ3世の最初の妃。

## 生涯
ルイーセは快活な王女で、厳格な敬虔主義に支配された両親の宮廷の堅苦しい風儀を嫌っていた。ルイーセと両親との関係は性格の相違から上手くいかず、父王はルイーセの「反抗的な性質」を苦々しく思っていた。
クリスチャン6世は娘をスウェーデン王妃にしようと考えていた。1741年にスウェーデン王家のプファルツ＝クレーブルク家が断絶した際に、デンマークはプファルツ＝ビルケンフェルト家やメクレンブルク家の公子を新王候補として支援した。ホルシュタイン＝ゴットルプ家のアドルフ・フレドリクがスウェーデン国王に選出された後、クリスチャン6世は彼の対立候補を応援したことで悪化したスウェーデンとデンマークの関係を、ルイーセを嫁がせることで解消し、さらに両国の同盟締結の契機にしようと考えていた。
しかし、クリスチャン6世の目論見はルイーセの起こしたスキャンダルで水泡に帰すことになる。1749年、ルイーセ王女がデンマークの有力貴族アーレフェルト家出身の小姓（しかもおそらく少年）と関係を結んでいたことが暴露されたのである。この小姓は後に国王の命令でムンクホルム要塞の監獄に収監されている。クリスチャン6世は娘の醜聞を隠すかのように莫大な持参金を持たせ、ルイーセをテューリンゲン地方の小諸侯の一人、ザクセン＝ヒルトブルクハウゼン公エルンスト・フリードリヒ3世と結婚させた。二人の結婚式は1749年10月1日にコペンハーゲン北方のヒルシュホルム宮殿で挙行された。
ルイーセはヒルトブルクハウゼンの宮廷で女主人として振る舞い、贅沢三昧な暮らしを送った。傲慢なルイーセは「王家の者に相応しい」暮らしを通し、バレエや仮面舞踏会、狩猟やギャンブルを楽しみ、ヒルトブルクハウゼンの街を金や銀で飾り立てた馬車で走った。
夫との間には1755年に一人娘フリーデリケが生まれたが、翌1756年に生後2か月で死去している。ルイーセも同年8月8日に29歳で死去した。